# Ereğli
Ereğli è una città della provincia di Konya nella regione dell'Anatolia Centrale in Turchia. Secondo il censimento del 2000 contava 82 633 e la provincia 126 117 abitanti.

## Storia
In periodo ellenistico chiamata Eraclea Cibistra, ebbe una certa importanza come località di transito verso il passo di Gülek chiamato porta della Cilicia. Vista la sua posizione chiave fu spesso luogo di transito di numerosi eserciti: fu conquistata dagli eserciti arabi nell'805 e nell'832, poi conquistata dai Selgiuchidi nell'XI secolo.
La città è famosa anche per essere stata la prima capitale della dinastia Karamanide fondata dal bey Nûre Sûfî. Questa dinastia contrastò per due secoli l'impero ottomano, nella regione anatolica, figurando come uno preminenti beilikati dell'Anatolia tra il 1250 e il 1475, quando venne conglobata nell'impero ottomano.
Nel 1553, il sultano Solimano il Magnifico, di ritorno da una campagna militare in Persia, vi fece uccidere il figlio Şehzade Mustafa.
L'attuale città conobbe un buon sviluppo dopo che venne raggiunta nel 1904 dalla ferrovia che la collega con le principali città della provincia.

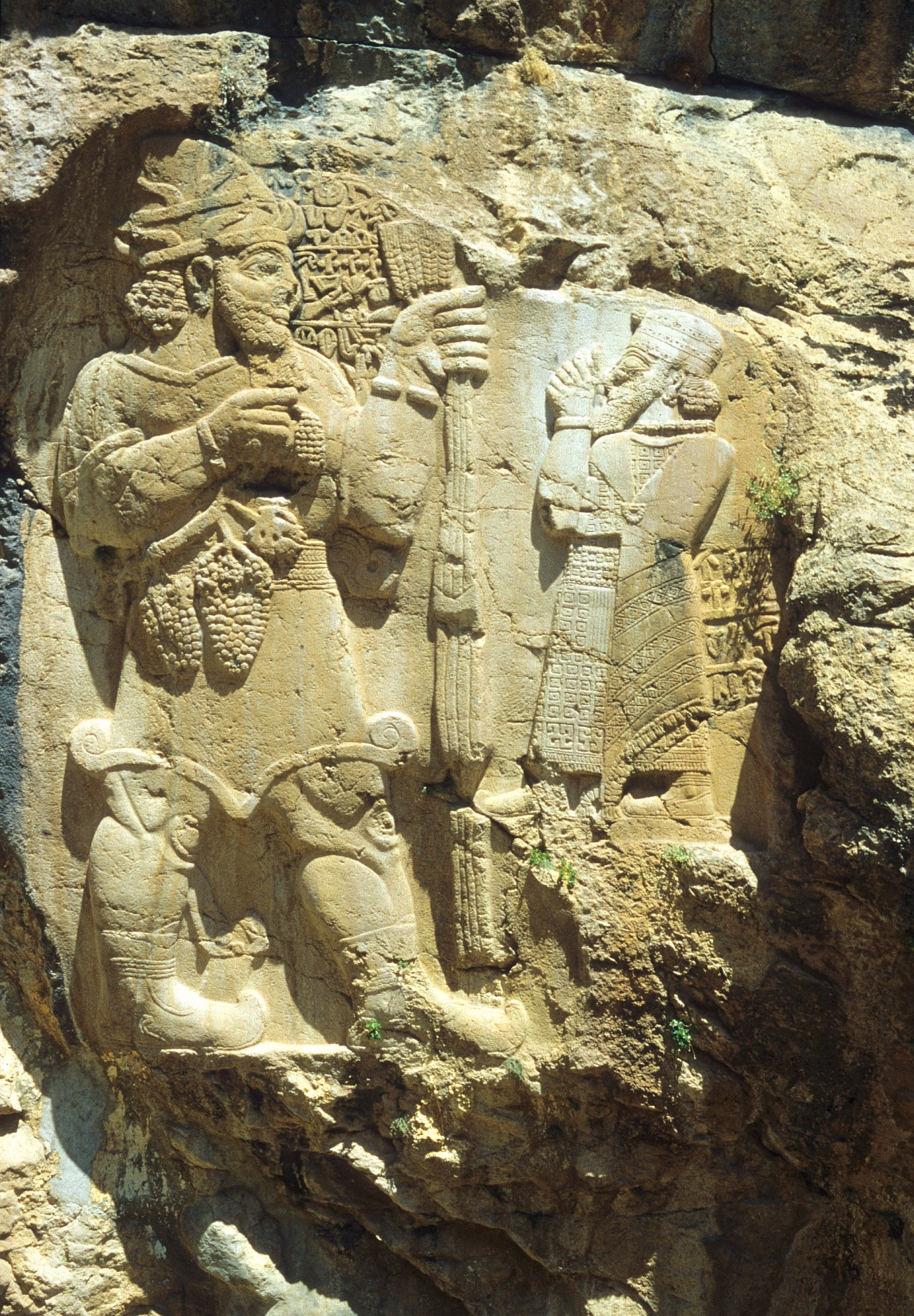
Reperto Ittita a Ivriz, vicino a Ereğli